# Chirurgia antica
Il periodo della chirurgia antica abbraccia la storia della chirurgia che va dall'epoca delle prime testimonianze scritte sino al XIX secolo. È un lasso di tempo estremamente lungo, individuato arbitrariamente rispetto alle suddivisioni canoniche della storiografia, caratterizzato da procedure non ancora scientifiche ma esclusivamente empiriche. Una chirurgia stupefacente per la qualità delle sue tecniche operatorie e per la perfezione degli strumenti adoperati, nonostante la povertà delle conoscenze anatomiche ed in campo patologico, ma drammaticamente limitata nella pratica da due ostacoli, il dolore e l'infezione, che saranno superati soltanto alla metà del XIX secolo.

## Antichità
Nella prima raccolta di leggi scritte pervenutaci, il codice di Hammurabi, che prende il nome dall'omonimo re babilonese che regnò dal 1792 al 1750 a.C., si trova la prima traccia documentata di pratiche chirurgiche. Il codice stabilisce, infatti, gli onorari per alcune prestazioni ma anche le pene in caso di danno procurato. Esse erano pecuniarie nella maggior parte dei casi, ma potevano arrivare addirittura all'amputazione di una mano, nel caso di morte o di lesioni gravi arrecate al paziente.

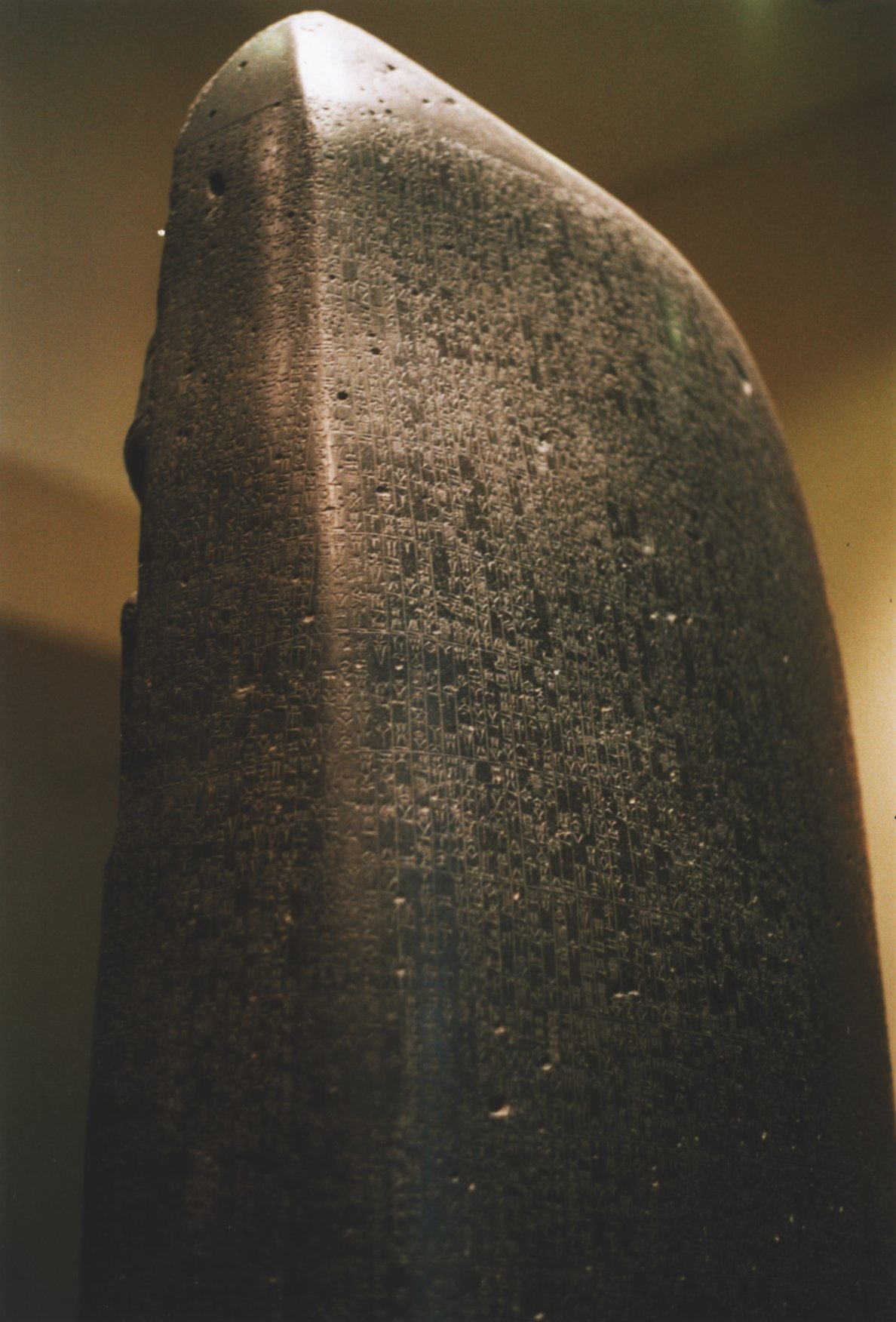
Codice di Hammurabi – retro della stele - Louvre

Nell'antico Egitto, l'attività chirurgica rivestiva un ruolo importante. Nel papiro di Edwin Smith, risalente circa a 2000 anni prima di Cristo, si trova la descrizione accurata di alcune patologie, quali le ferite e gli ascessi cutanei, ma soprattutto una sorprendente classificazione delle fratture ossee, con le relative manifestazioni cliniche e gli specifici trattamenti. Appare singolare, anche se si può spiegare col fatto che il testo è incompleto, che non si faccia menzione della trapanazione del cranio, intervento che gli egiziani conoscevano e che eseguivano abitualmente sul faraone morente.
Tuttavia, questo intervento, che, come si desume dai reperti a noi giunti, veniva eseguito con grande perizia tecnica, aveva un significato più rituale che chirurgico (offrire ai demoni imprigionati nel corpo del faraone e responsabili della sua agonia la possibilità di trovare una via di uscita attraverso il foro praticato nel cranio del faraone stesso).
In Grecia la medicina aveva connotati magico-religiosi come attesta il culto del dio Asclepio, allievo del centauro Chirone, venerato in Epidauro. Ippocrate, vissuto intorno al 450 a.C., si sottrasse da questi influssi sostenendo che la malattia, piuttosto che a cause ultraterrene, è dovuta ad eventi legati all'ambiente e all'organismo. A pieno titolo Ippocrate è considerato il padre della medicina, anche per aver introdotto i concetti di diagnosi e prognosi. Il suo limite, inevitabile per la sua epoca, è l'impossibilità di individuare una connessione tra l'evento morboso e la causa che lo determina. Ippocrate, per spiegare la malattia, fu pertanto costretto a riprendere alcuni concetti filosofici preesistenti, elaborandoli in una teoria degli umori per la quale la malattia sarebbe la conseguenza di un loro squilibrio. Si è ben lontani dal concetto moderno di eziologia e di terapia causale (mirata), e Ippocrate si limitò a proporre l'uso di blandi medicamenti utili più che altro ad aiutare la natura a guarire il paziente, associandoli alle pratiche del clistere, del salasso e del vomito, necessarie a portar fuori dall'organismo gli umori il cui eccesso è responsabile della malattia.
Ippocrate ebbe inoltre il merito di elaborare una sorta di codice deontologico, che viene ben rappresentato nel giuramento a lui attribuito e che ancora oggi i medici sono tenuti a prestare appena laureati. In esso Ippocrate faceva espresso divieto ai medici di praticare il taglio della pietra (litotomia), intervento da lasciare ai chirurghi.
Per spiegare questa sua profonda avversione per la chirurgia, è opportuno ricordare che, a quell'epoca, era sconosciuta ogni pratica anestesiologica e antisettica, con conseguenze fatali per i pazienti. Solo persone disperate accettavano un trattamento operatorio, nel corso del quale era altissima la probabilità di morire per il dolore o per l'infezione che inevitabilmente seguiva l'operazione.
Questi enormi limiti, tuttavia, non impedirono la messa a punto di tecniche operatorie sofisticate e valide, né il posto di rilievo che occupò la chirurgia, soprattutto quella traumatologica di guerra. Si trattava, tuttavia, di una pratica cruenta, violenta e straziante, subita con terrore e quindi delegata a figure alternative obbligate ad indossare abiti corti per essere meglio distinte dai medici, che invece vestivano lunghe tuniche drappeggiate.

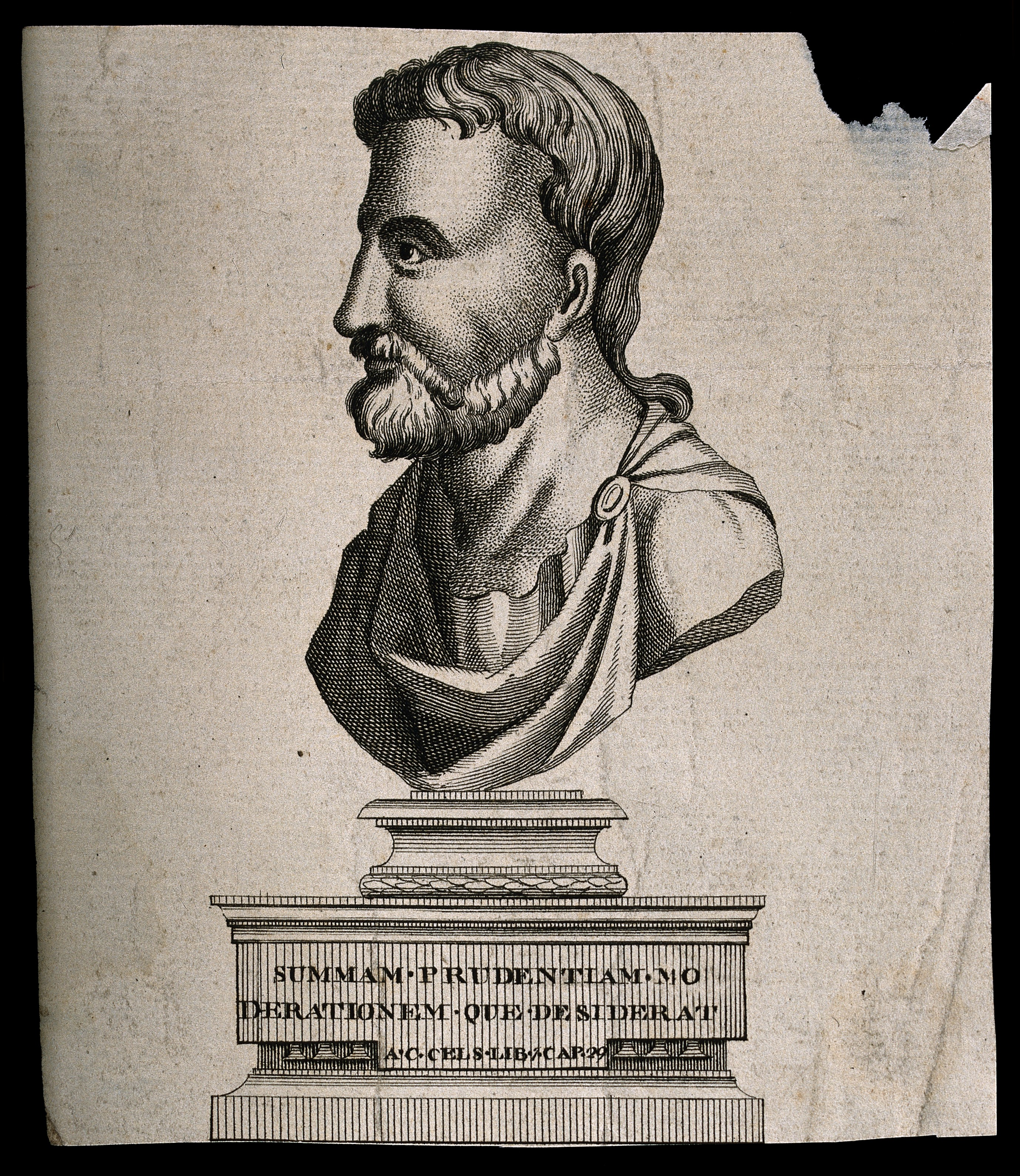
Aulo Cornelio Celso

Anche a Roma, in un tempio eretto sull'isola Tiberina, era venerato un dio, Esculapio, il cui culto fu importato dalla Grecia nel 293 a.C. a seguito di un'epidemia di peste. I romani, pur tenendole in gran conto, non amavano praticare personalmente alcune attività, e così affidavano agli schiavi, spesso greci o alessandrini, l'educazione culturale e la salute dei propri figli. I più eminenti medici della Roma augustea provenivano per lo più dalla periferia dell'Impero. Uno di questi fu Aulo Cornelio Celso, un enciclopedista vissuto nel I secolo e originario forse della Gallia, che, nell'ultimo volume del suo De Medicina, tratta lo stato dell'arte chirurgica ai suoi tempi, fornendoci utili informazioni. In questo trattato vengono descritti perfettamente molti interventi, da quello per cataratta a quello di tonsillectomia, dalla craniotomia all'incisione degli ascessi, dalla litotomia alla cura delle fratture, fino alle manovre ostetriche più complesse. Celso dimostra una buona conoscenza dell'anatomia e anche degli oppiacei, che usa per lenire il dolore. A lui si deve l'individuazione («notae vero inflammationis sunt quattuor: rubor et tumor cum calor et dolor») dei quattro sintomi dell'infiammazione: arrossamento, tumefazione, calore e dolore.  Quintiliano lo definì «mediocri vir ingenii» ("uomo dal mediocre ingegno"), mettendo in discussione anche il fatto che fosse un medico, ma in realtà Celso fu uno dei più autorevoli esponenti della medicina, molto apprezzato dai contemporanei e colpevolmente dimenticato dai posteri, che gli preferirono il quasi contemporaneo, Galeno.
In realtà Galeno di Pergamo (131-201 d.C.) visse un secolo dopo. In quanto medico dei gladiatori ebbe la possibilità di fare molta esperienza in campo traumatologico e chirurgico, praticando tutti gli interventi usuali a quell'epoca. In ciò l'aiutava anche una buona conoscenza dell'anatomia, per la sua consuetudine di eseguire autopsie sui cadaveri dei morti nell'arena ma soprattutto per vivisezioni sul maiale (che considerava l'animale più simile all'uomo) e sulla scimmia. Contribuirono ad accrescerne la fama ed il prestigio i risultati eccellenti dei suoi interventi chirurgici, legati all'utilizzo degli oppiacei per lenire il dolore e soprattutto all'adozione di alcune elementari norme igieniche. L'igiene, momento essenziale della cura del corpo (mens sana in corpore sano) fu molto importante nel mondo romano, come testimonia il gran numero di terme, di acquedotti e di fognature costruite in tutto l'Impero, ma anche dei Valetudinaria, anticipazione dei moderni ospedali che furono costruiti a Roma, e sulla cui concezione si basarono le prime strutture mobili, da campo, che seguivano le legioni e nelle quali operavano i chirurghi militari.
Sul piano teorico Galeno elaborò una teoria non originale, in quanto vi confluivano quella ippocratica degli umori, quella platonica della triplice anima e quella aristotelica dello spirito vitale o pneuma:
- lo pneuma o spirito (che dagli autori cristiani sarà successivamente interpretato come "anima"), una volta penetrato nel corpo attraverso la respirazione, giunge al cervello, al cuore ed al fegato, organi che controllano rispettivamente movimenti e sensi, sangue e temperatura, metabolismo e digestione.
- la malattia è dovuta allo squilibrio di opposte qualità: caldo e freddo, umido e secco, che alterano lo stato di benessere.
- la guarigione è legata al riequilibrio delle stesse per eliminazione di quella eccedente, la materia peccans.
- il compito del medico è quello di favorire queste espulsioni somministrando emetici, purganti, clisteri e salassi.

Da Aristotele acquisisce, inoltre, la «concezione finalistica della natura», per cui ogni organo umano è perfetto in quanto creato dal demiurgo secondo una finalità precisa. Pertanto il medico, nel suo operato, deve riconoscere e assecondare una generica finalità della natura. Questa concezione teleologica, insieme a quella del Pneuma, era confacente al concetto cristiano di anima e di provvidenza e quindi la Chiesa, nei secoli successivi, abbracciò le teorie galeniche elevandole in certo qual modo, per oltre mille anni, a dogma indiscusso del sapere medico.
Le conseguenze sono state:
- rigetto di ogni nuova teoria o conoscenza che, se contrastante con quella galenica, sarà considerata eretica.
- esasperazione di alcune terapie da lui proposte ma verificatesi inutili, se non addirittura dannose. Così si continuò a far uso di un micidiale miscuglio, attribuito a Mitridate ma da lui rielaborato, la Teriaca (dal greco Therion, vipera). Si trattava di un miscuglio di 62 sostanze, dall'asfalto alla cannella, dalla gomma arabica alla trementina, mescolate a parti di vipera tritate che veniva ingerito dopo essere stato lungamente bollito, cosa che fortunatamente evitava conseguenze devastanti.
- abbandono delle nozioni acquisite in campo igienico, aggravato anche da una confusa lettura della sua teoria sulla funzione dei pori, a causa della quale si arrivò a sostenere che era pericoloso lavarsi. Nel XXXVI capitolo della regola di San Benedetto, dedicato agli infermi e risalente al V secolo, si legge Balnearum usus infirmis quotiens expedit offeratur - sanis autem et maxime iuvenibus tardius concedatur ("Si conceda loro l'uso dei bagni, tutte le volte che ciò si renderà necessario a scopo terapeutico; ai sani, invece, e specialmente ai più giovani venga consentito più raramente")
- iterazione di alcune pratiche basate su un'errata interpretazione delle sue teorie.

Un esempio emblematico è rappresentato dalla terapia delle ferite. La ferita rappresenta la lesione più frequente in patologia chirurgica. Può interessare organi più o meno importanti con gradi di coinvolgimento e gravità diversi. Nell'età contemporanea non vi sono particolari problemi al suo trattamento, ma per molti millenni essa rappresentò la principale causa di morte. Si pensi solo alle innumerevoli guerre che ha combattuto l'umanità. Nella battaglia di Canne, i romani persero 50.000 legionari per le ferite riportate in combattimento, così come alle Termopili perirono più di 30.000 combattenti. Ai Campi Catalaunici si contarono più di 150.000 morti soprattutto tra gli Unni, certamente a causa di lesioni portate agli organi vitali e quindi direttamente mortali, ma anche per tante ferite meno gravi perché a carico degli arti o dell'apparato cutaneo-muscolare, ma risultate mortali per complicanze infettive o gangrenose.
Galeno aveva notato che, nel caso delle ferite infette, la fuoruscita del pus (parola latina per "marciume") si accompagnava ad un rapido miglioramento delle condizioni locali e generali e quindi alla guarigione. Lo aveva definito quindi «bonum et laudabile» e, coerentemente con la sua teoria umorale, lo aveva identificato con la materia peccans da eliminare: «ubi pus, ibi evacua».
In altri termini Galeno aveva osservato correttamente che l'andamento suppurativo (rispetto alla ben più temibile gangrena che era sistematicamente mortale) di una ferita si giovava dell'espulsione del pus, senza per questo voler sostenere che una ferita guariva solo o perché vi si formava il pus. I posteri, salvo rare e contestate (perché contrarie al dogma) eccezioni, per quasi millecinquecento anni intesero invece la cosa proprio in questo modo, finendo col trattare le ferite (con impiastri, sostanze caustiche o olio bollente, cauterio) appunto per favorirne l'ascessualizzazione.
Un altro esempio curioso ed emblematico dei danni procurati dal culto galenico, trova riscontro nella descrizione che ci è giunta della tecnica autoptica di quell'epoca.

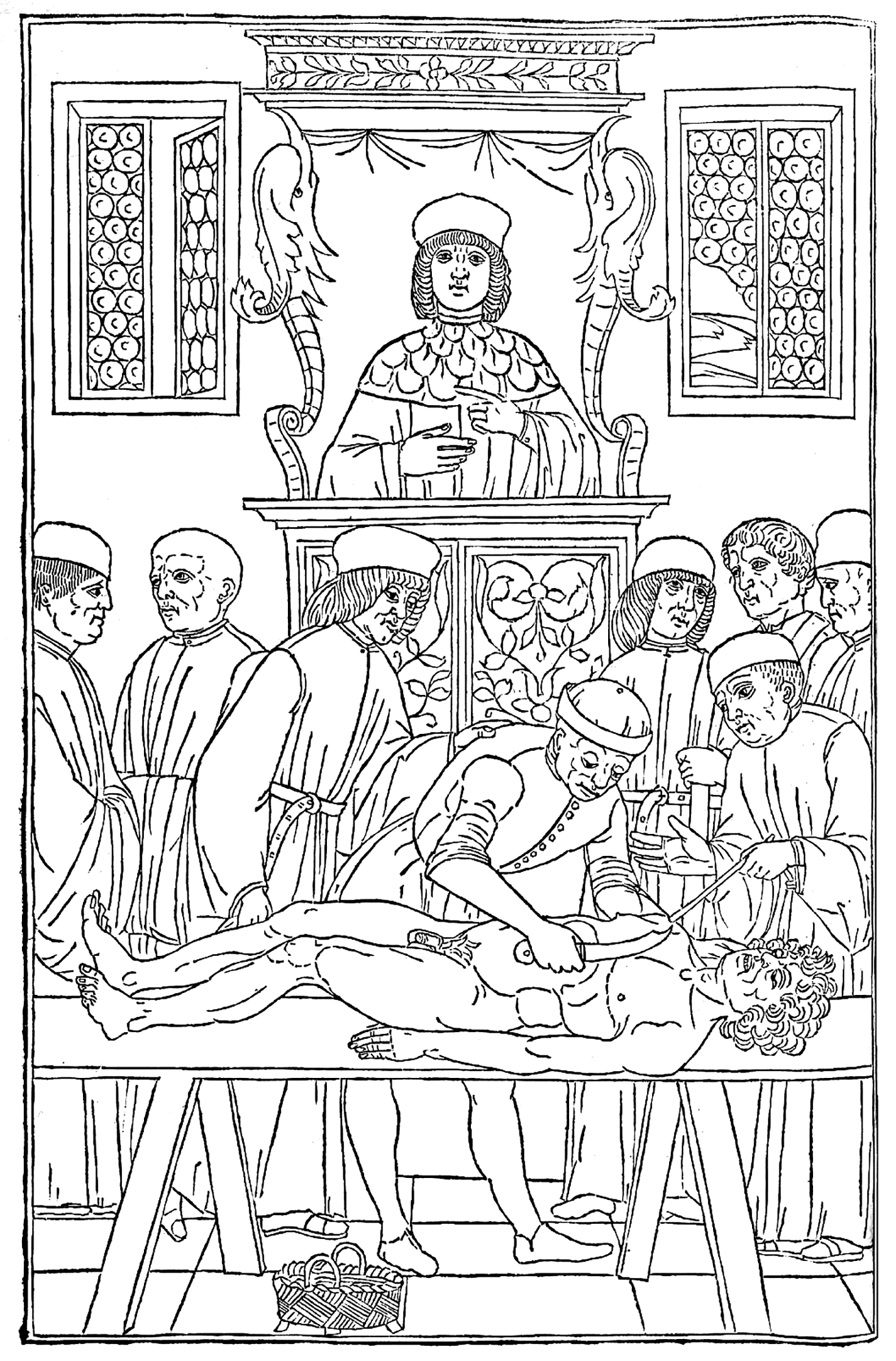
Autopsia in epoca medioevale

Per molti secoli le pratiche autoptiche, usuali nel mondo romano, erano state abbandonate non perché esplicitamente proibite dalla Chiesa (nel 1340 il papa avignonese Clemente VI, preoccupato per le ricorrenti epidemie di peste, concederà l'autorizzazione a praticarle per ottenere eventuali informazioni sulla natura del contagio, con un atto quindi straordinario per i tempi), ma perché ritenute inutili in quanto si riteneva esaustiva l'anatomia descritta da Galeno. Quando le neonate università ripresero questa attività, era usuale la scena raffigurata in alcune miniature dell'epoca. L'autopsia veniva eseguita da un inserviente, spesso un cerusico a veste corta, che man mano descriveva gli organi sezionati. A distanza assisteva un Medico, assiso su uno scranno. Nelle circostanze in cui ci si trovava, di fronte a situazioni non coincidenti con quelle descritte da Galeno, era il Medico che doveva esprimersi su questi reperti anomali. Sistematicamente egli giungeva alla conclusione che quella situazione, nonostante evidente ed oggettiva, rappresentava uno scherzo della natura, in quanto incompatibile con l'anatomia galenica. Significativo il caso dell'omero che, pur essendo di forma diritta, era stato descritto erroneamente dal medico romano come curvo. Per secoli, al riscontro autoptico, si negò questa evidenza continuando a ritenerla uno scherzo della natura.
Questo atteggiamento spiega il fatto che, nonostante la ripresa della pratica autoptica in molte università e da parte di illustri maestri, le scoperte più importanti e significative in campo anatomico avverranno soltanto alcuni secoli dopo.

## Alto Medioevo
La deposizione nel 476 dell'ultimo imperatore romano Romolo Augusto segna la fine dell'Impero romano d'Occidente e l'inizio del Medioevo, epoca in cui la chirurgia continua un declino iniziato già dopo la morte di Teodosio nel 395. 

La medicina è appannaggio quasi esclusivo dei religiosi, soprattutto di alcuni ordini monastici in particolare i benedettini. Ogni monastero è fornito di spazi destinati al ricovero e alla cura degli infermi e nella Regola di S.Benedetto un intero capitolo, il XXXVI, è dedicato alla cura dei fratelli malati.
Nell'ambito della costante ricerca di una spiegazione della malattia come fenomeno e delle cause che la determinano inevitabilmente si afferma la relazione tra evento morboso e causa sovrannaturale; È un'ipotesi che nella storia dell'umanità periodicamente riaffiora e contro la quale aveva combattuto lo stesso Ippocrate. 

La malattia è considerata una punizione divina e quindi la sua guarigione può essere ottenuta più che con le cure, che peraltro sono obiettivamente scarse ed empiriche, con le preghiere, impetrate al santo protettore: San Biagio della gola, Santa Lucia degli occhi, Sant'Agata della mammella, Sant'Antonio dalla lebbra, San Rocco dalla peste. Al più si può ricorrere a blande terapie dietetiche e fisiche, secondo la tradizione ippocratica e galenica, o all'erboristeria, arte in cui i monaci eccellono, utilizzando estratti delle piante officinali.

I monaci inizialmente svolgono insieme pratica medica e chirurgica ma questa attività verrà scoraggiata e in alcuni casi decisamente proibita dalla Chiesa preoccupata per il fatto che il rigore della regola benedettina, che aveva caratterizzato la vita monastica dell'VIII e IX secolo, viene sempre più turbato da interessi extra spirituali e in particolare dall'esercizio dell'attività medica a fine di lucro. 
Le restrizioni riguardano soltanto il Clero, anzi una sua componente, ma inevitabilmente in una società in cui il Clero costituisce la classe dominante e in cui il Monastero ancor più del Castello rappresenta il punto di riferimento della popolazione rurale, esse inevitabilmente condizionano lo sviluppo teorico e pratico della medicina.

Nell'Alto Medioevo e agli inizi del Basso Medioevo l'attività chirurgica viene quindi esercitata da figure minori. Nei monasteri comincia a essere delegata, quasi naturalmente, ai barbieri che si adoperano anche a fare qualche salasso, cavare qualche dente, incidere un ascesso, acconciare qualche osso. Ai barbieri, ai cerusici, ai norcini e altre figure ambulanti, che percorrono il territorio raggiungendo i paesi più sperduti viene affidata di fatto la chirurgia, ridotta a poche pratiche ritenute indegne.

Sul giudizio che la chirurgia fosse riprovevole e sul suo immiserimento incideva il fatto che in quell'epoche, come era accaduto nel passato e sarebbe stato ancora per molti secoli, gli interventi chirurgici erano molto cruenti e gravati da una mortalità altissima per la mancanza sia dell'anestesia sia delle più elementari norme igieniche.

Per molto e tempo e da parte di molti storici si è insistito sul ruolo ostativo della Chiesa nei confronti della Chirurgia. In particolare veniva citata la frase <Ecclesia abhorret a sanguine> riferita al contesto specifico dei Concili di Tours del 1163 e di Roma del 1215 come prova dell'esplicito divieto di praticare gli interventi chirurgici.

Parte della storiografia moderna ridisegnando il rapporto tra Chiesa e Chirurgia nega ogni influenza negativa della prima sulla seconda, aprendo un ampio dibattito sull'argomento.

Per quanto riguarda la frase Ecclesia abhorret a sanguine invece è stata dimostrata l'infondatezza delle fonti in quanto non solo essa non è riscontrabile in nessun documento ufficiale della Chiesa ma appare per la prima volta in un testo del 1774 di François Quesnay, storico della Facoltà di Chirurgia di Parigi, che, citando un passo dalle "Recherches de la France" di Étienne Pasquier ("et comme l'eglise n'abhorre rien tant que le sang"), lo traduce in latino.

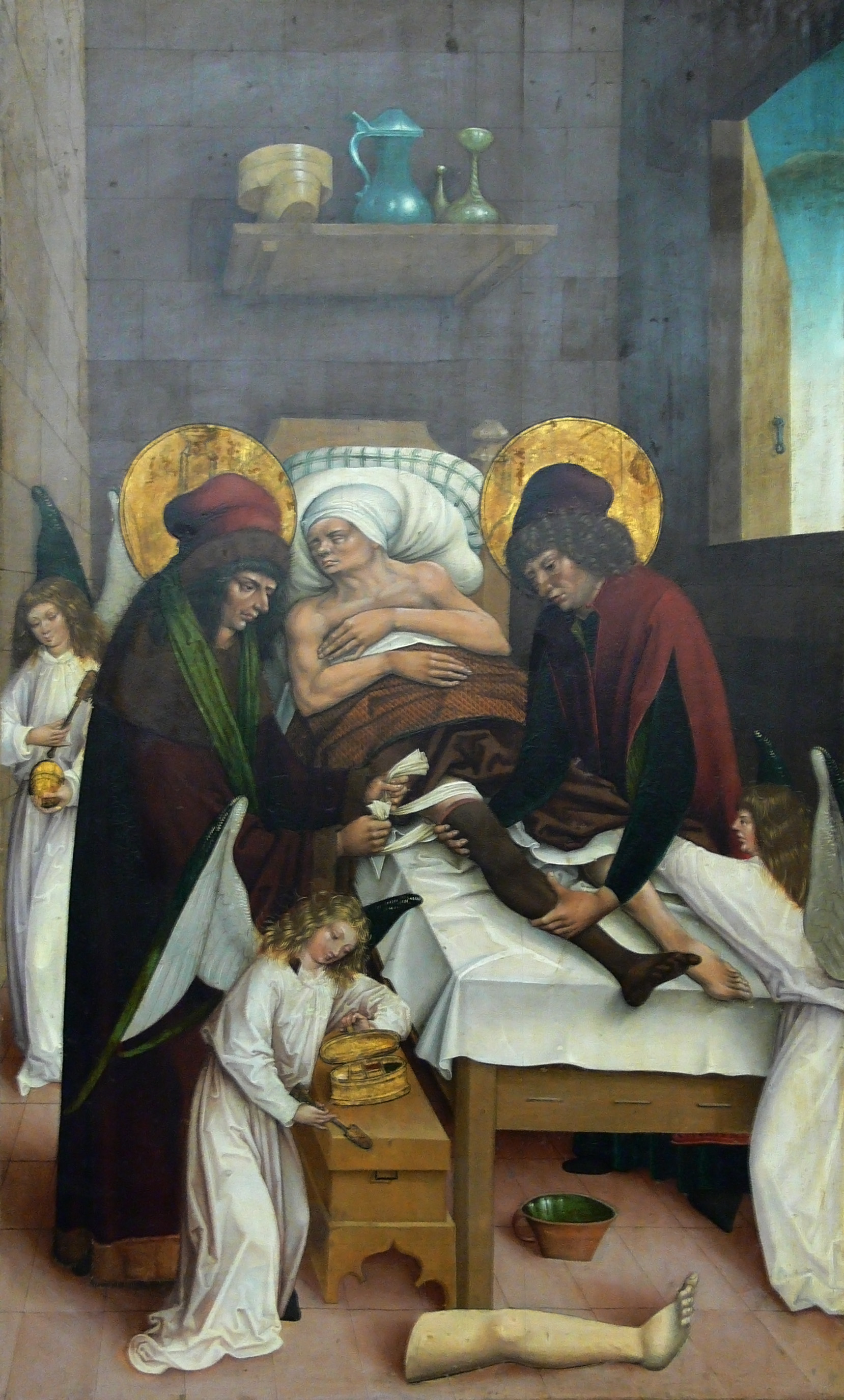
I Santi Cosma e Damiano, protettori dei chirurghi, dei farmacisti e dei barbieri riattaccano un arto - Landesmuseum Württemberg

## Basso Medioevo
L'epoca di passaggio tra alto e basso medioevo rappresenta un momento importante nella storia della chirurgia. È l'epoca in cui il confluire di culture diverse contribuisce alla nascita di scuole di pensiero alternative e complementari a quelle dominanti.

La Scuola Medica Salernitana sottrae il sapere medico all'egemonia ecclesiastica e lo riporta in ambito laico restituendo in particolare dignità alla chirurgia. Così i suoi grandi maestri tra cui Trotula de Ruggero, la prima donna autrice di un trattato di ginecologia, o Rogerio Frugardi, "Mastro Rogerio Salernitano", descriveranno e praticheranno numerosi interventi chirurgici.
Sull'altra sponda culturale, nel mondo islamico, troveremo Maimonide, Avicenna autore del Canone, straordinario compendio delle teorie aristoteliche, ippocratiche e galeniche e soprattutto Abulcasis che sarà un grandissimo chirurgo. A lui si deve la legatura dei vasi, la descrizione di interventi complessi per tumore della mammella o del testicolo, per ernia, per riduzione di fratture particolari, quali quelle dell'osso nasale, del femore, del bacino, l'utilizzo della tracheotomia, e l'ideazione di strumenti chirurgici originali.
È fuor di dubbio che l'occidente deve moltissimo al mondo arabo. Quest'ultimo ebbe modo di attingere liberamente, nei contatti e scontri con l'impero bizantino, alla tradizione romana, greca ed alessandrina tramandataci con i manoscritti dei più grandi medici dell'antichità, laddove in occidente quella straordinaria cultura rimase imprigionata nelle biblioteche dei grandi monasteri. Ciò li preservò dalla distruzione portata dalle orde barbariche che devastarono ripetutamente l'Italia, ma li escluse anche dalla libera circolazione e quindi dalla conoscenza più capillare. Gli arabi, per credenza religiosa e per prescrizione coranica, dovevano favorire l'igiene personale e seguire una dieta particolare e ciò li favorì nella prevenzione di alcune malattie infettive epidemiche. Inoltre, come prescritto anche dalla chiesa cristiana, dovevano astenersi nella vita di ogni giorno, dagli atti cruenti e così si spiega la sostituzione nella medicina araba del bisturi tagliente con il cauterio, un ferro arroventato che tagliava e assicurava l'emostasi contemporaneamente ma che soprattutto favoriva la formazione del pus, bonum et laudabile.

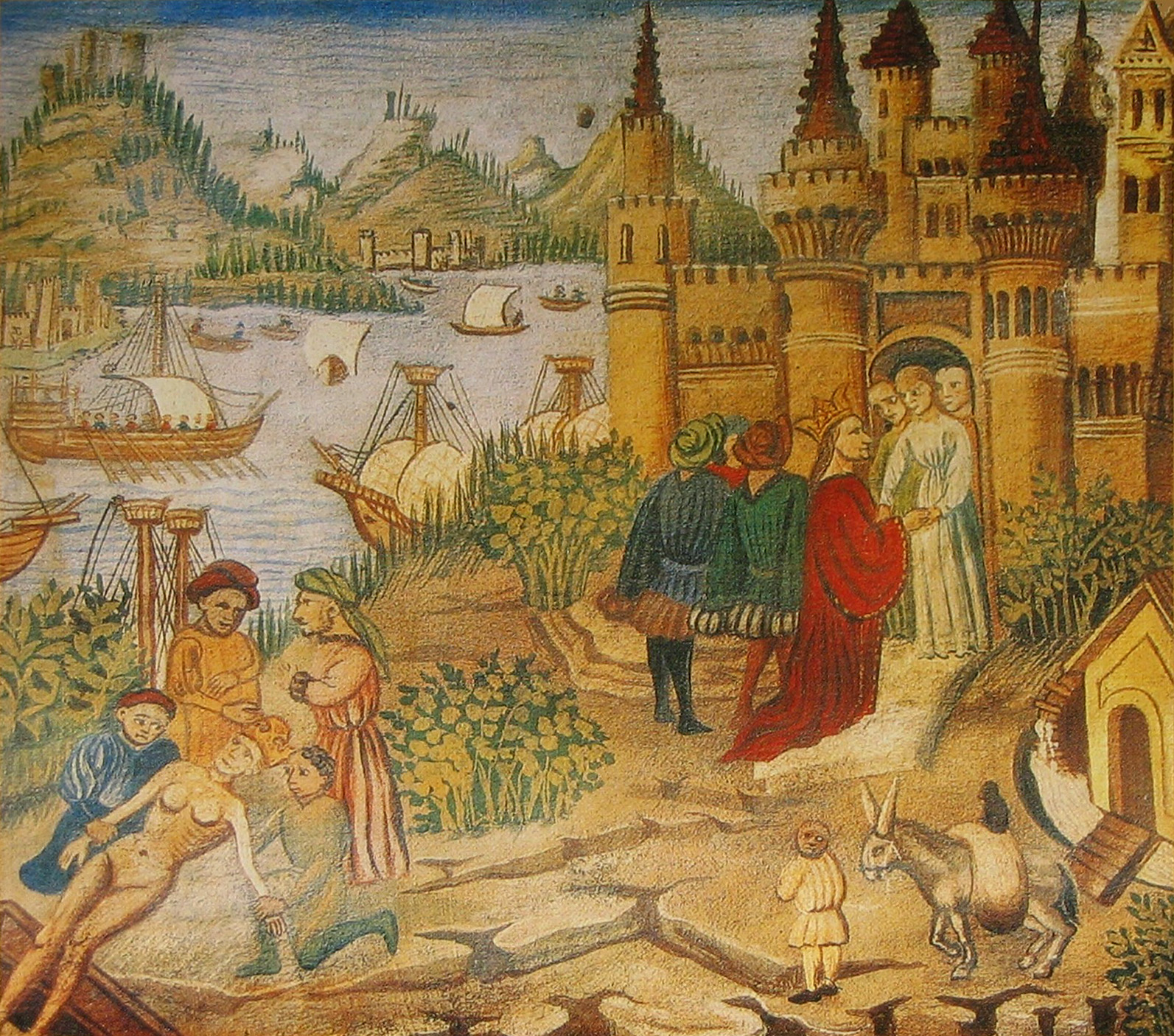
La scuola medica salernitana in una miniatura del Canone di Avicenna

Nel frattempo a Salerno, cittadina del sud dell'Italia dotata di un porto molto trafficato dai Crociati, vicina alla repubblica marinara di Amalfi (in entrambi i casi erano abituali i contatti con gli arabi e con il mondo ebraico e bizantino), sede di alcuni rinomati cenobi benedettini e che aveva accolto gli ultimi esponenti della Scuola parmenidea fuggiti da Elea per sottrarsi alle incursioni musulmane, vengono naturalmente a confluire esperienze e culture diverse che, favorite anche da un orientamento tollerante e laicista dei suoi governanti, portano alla nascita di una scuola, la Scuola Medica Salernitana, che almeno per tre secoli sarà considerata la massima espressione della cultura medica e che varrà a Salerno il titolo di Hippocratica Civitas.
Questa scuola rappresenta il primo caso di insegnamento della medicina e come tale sarà insignita del titolo di Accademia di Governo da un decreto di Federico II nel 1231 e precorrerà di qualche decennio la nascita delle grandi università: Bologna, Padova, Montpellier.
A Salerno insegneranno molti laici ma anche molti esponenti importanti del mondo ecclesiastico. Per tutti merita di essere citato un islamico convertitosi al cattolicesimo, Costantino l'Africano, che avrà il merito di tradurre i grandi trattati arabi in latino, consentendone così la massima diffusione.

Mondino dei Liuzzi, Anathomia, 1541

A Salerno, come nelle successive università di Bologna e di Padova, si formeranno i grandi maestri di anatomia e chirurgia e quest'ultima tornerà finalmente all'antico prestigio. Ricordiamo: Rogerio Frugardi a Salerno, Mondino dei Liuzzi, considerato il padre dell'anatomia, a Bologna, il suo allievo Guy de Chauliac, fondatore della chirurgia francese ed archiatra di tre papi, Ugo de' Borgognoni e suo figlio Teodorico ancora a Bologna, così come il loro allievo Henri de Mondeville, chirurgo del re di Francia.
Questi personaggi sono autori di opere fondamentali sulle quali si formeranno intere generazioni di chirurghi. Rispettosi della tradizione riprenderanno le vecchie tecniche ritenute tanto valide da richiedere raramente delle modifiche, ma in molti casi continueranno a subire il fascino di Galeno.
Così per quanto riguarda il trattamento delle ferite si seguiranno orientamenti diversi e mentre i due Borgognoni e Mondeville esorteranno a lavarle con aceto e a fasciarle con teli puliti in modo da evitare l'infezione proscrivendo rigorosamente l'uso del ferro rovente e dei caustici, la scuola araba, quella salernitana e quella francese di Guy de Chauliac ne raccomanderanno l'utilizzo per favorire la formazione del pus. Frugardi riprenderà l'uso romano di adoperare gli oppiacei per lenire il dolore imbevendo una spugna, la spongia somnifera, con derivati dell'oppio, altri la riterranno inutile.
Una gran confusione quindi nella quale, oltretutto, a parte che negli agglomerati urbani, la chirurgia continuerà ad essere esercitata principalmente dai barbieri dai cerusici e dai norcini ambulanti.

## Dal Rinascimento al XIX secolo
Anche la chirurgia risente positivamente del movimento culturale rinascimentale. Leonardo da Vinci e Michelangelo studiano l'anatomia umana ed al primo si attribuiscono oltre 30 autopsie che gli creeranno non pochi problemi con le autorità ecclesiastiche. Con Galileo e Cartesio si afferma una visione meccanicistica della natura e si sviluppa la scienza sperimentale per la quale ogni evento naturale deve essere studiato in tutti i suoi aspetti e la sperimentazione deve dimostrare la connessione tra causa ed effetto.
Sono presupposti essenziali allo sviluppo della medicina ma dovranno passare ancora alcuni secoli perché essa ne possa cogliere i frutti. Per la chirurgia questo periodo è invece particolarmente fecondo per lo sviluppo degli studi anatomici.
Andrea Vesalio a Padova è il primo a scendere dallo scranno per eseguire personalmente le autopsie e nel suo De Humani Corporis Fabrica, nel 1543, riscrive l'anatomia confutando molti assunti galenici. Il suo lavoro viene portato avanti, sempre a Padova, dal suo allievo Gabriele Falloppia, al quale si deve la descrizione delle tube uterine poi da Girolamo Fabrici d'Acquapendente che farà costruire a proprie spese un anfiteatro anatomico ancora esistente e che sarà il maestro di William Harvey scopritore nel 1628 della circolazione sanguigna.
Il francese Ambroise Paré, vissuto nel Cinquecento, cerusico divenuto poi chirurgo militare ha modo di studiare le ferite da arma da fuoco e scopre che esse guariscono meglio se trattate con un unguento emolliente, sembra consigliatogli da un norcino al suo servizio, piuttosto che con il vecchio sistema di versarvi sopra dell'olio bollente. Bandisce l'utilizzo del cauterio nelle amputazioni di arto ricorrendo alla pratica già nota ma dimenticata di legare i vasi sanguigni.
Philippus Aureolus Theophrastus Bombastus von Hohenheim (1493-1541), che dopo aver studiato all'università di Ferrara, come era usanza, latinizzò il suo nome in Paracelsus, più noto come alchimista ed astrologo che come medico fa bruciare in pubblico i testi di Galeno ed Avicenna accusandoli di ignoranza.
I progressi delle conoscenze anatomiche contribuiscono al miglioramento delle tecniche operatorie ma la chirurgia continua ad essere fortemente limitata dai suoi eterni nemici: il dolore e l'infezione. Anche la medicina segna il passo. Continua ad essere studiata in corsi universitari insieme a materie come la filosofia o la dialettica. Le terapie sono essenzialmente basate sui rimedi galenici in particolare sul salasso e sul clistere, con effetti a volte tragici a volte comici.
Di salassi, che vengono praticati soprattutto dai barbieri-cerusici, si abusa anche troppo e non sono pochi i casi in cui l'eccesso ha come conseguenza un'anemia mortale. Per quanto riguarda l'uso del clistere esso viene considerato una sorta di panacea che diventa col tempo anche un fatto di costume, una moda. Per prepararlo si usavano le più strane sostanze, tra cui anche il fumo di tabacco, alcune essenze profumate, il brodo di carne, e veniva praticato nei luoghi e nei momenti più disparati. Madame de Pompadour vi si sottoponeva quotidianamente ed era considerato un onore l'essere ricevuti nel suo boudoir in quei momenti. Voltaire in una lettera si compiace di aver ricevuto in dono una siringa da clistere così pratica da poterla adoperare «in ogni luogo». Luigi XIV era talmente convinto della loro utilità che oltre che assumerli personalmente aveva dato disposizione che fossero praticati anche ai suoi cani preferiti.
Il medico, doctor phisicus continua ad essere distinto dal chirurgo che si trova associato in corporazione con i barbieri. In Inghilterra la Barber Surgeon's Guild viene fondata nel 1540 e sarà sciolta solo agli inizi dell'Ottocento. A Parigi la corporazione dei barbieri-chirurghi o collegio di St. Còme è più antica e sarà sciolta insieme a tutte le altre durante la Rivoluzione francese. In Italia la distinzione in alcuni casi è ancora più netta. A Firenze, a metà del Cinquecento, nell'ambito della professione sanitaria, vengono distinte una serie di categorie che prevedono al primo posto i medici fisici, quindi i chirurghi-cerusici, poi i chirurghi-norcini, che possono operare ma sotto supervisione del medico ed infine i barbieri.
La difficoltà delle comunicazioni legata anche all'inesorabile decadenza del latino quale lingua dotta a scapito delle lingue nazionali insieme a situazioni ambientali diverse sotto l'aspetto politico e religioso ostacola la diffusione delle scoperte e delle idee, indispensabile al progresso.

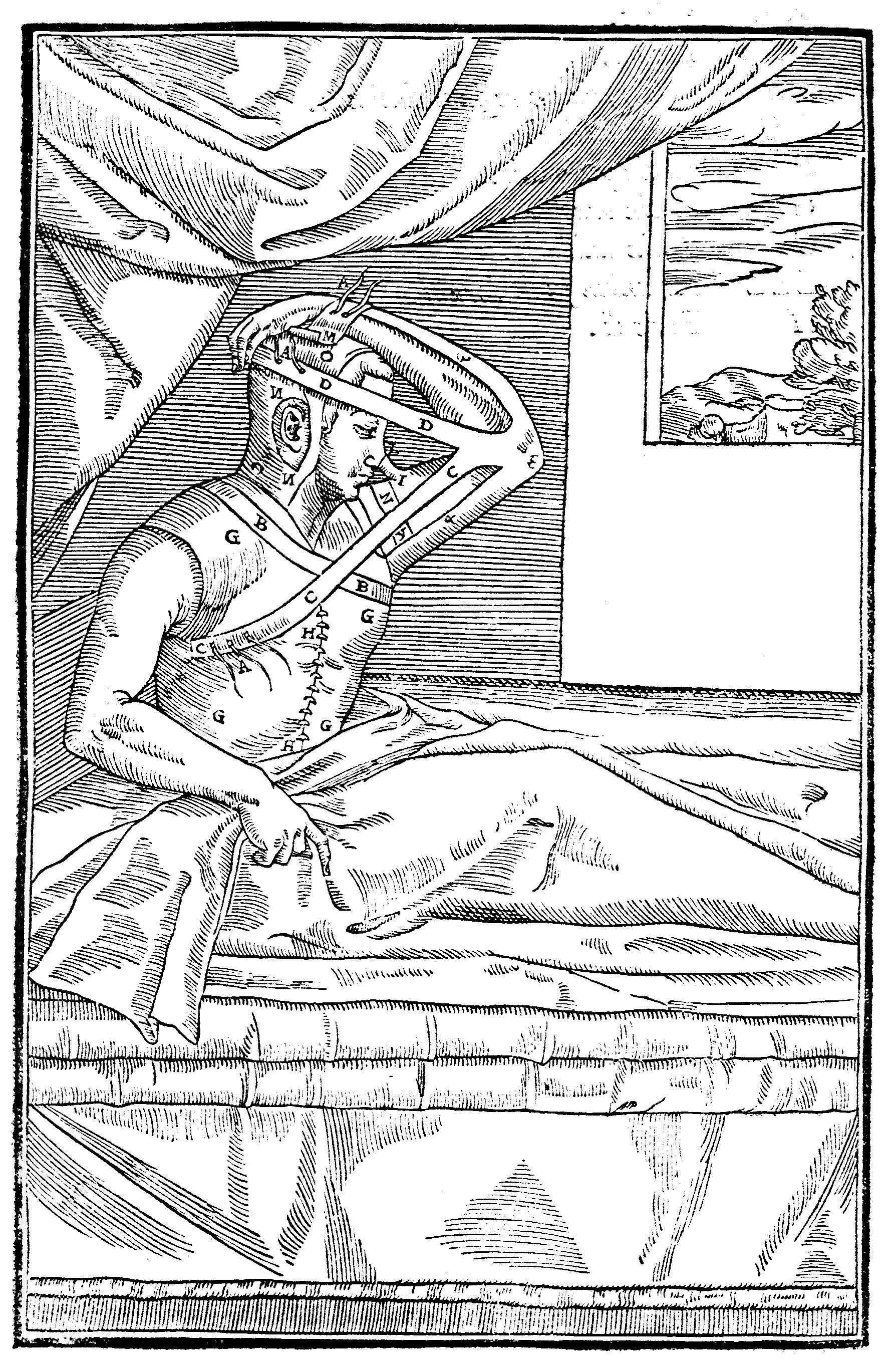
La ricostruzione del naso – Tecnica di Tagliacozzi

Nell'ambito della chirurgia sono emblematiche le vicende di Miguel Servetus, William Harvey e Gaspare Tagliacozzi.
Servetus (1511-1553) teologo, confessore personale di Carlo V, e medico spagnolo nel 1546 scrive Christianismi Restitutio in cui giunge a conclusioni innovative sulla circolazione del sangue. Forti contrasti con il clero cattolico e con Calvino che lo denuncerà per eresia lo porteranno al rogo insieme ai suoi libri ed alle sue teorie. Che saranno riprese solo un secolo dopo da Harvey (1578-1657), in una pubblicazione del 1628, Exercitatio anatomica de motu cordis et sanguinis in animalibus, nella quale dimostra che la circolazione del sangue parte dal cuore e non dal fegato e demolisce la teoria galenica che imperava da quasi 1500 anni. Ma anche per la scoperta di Harvey, che naturalmente fece molto scalpore, mancò quel ritorno pratico che pur era lecito attendersi.
Importanti furono i contributi del chirurgo Tagliacozzi (1546-1599), professore di anatomia nell'ateneo bolognese e considerato antesignano della chirurgia plastica. Colpito dalla condizione miseranda dei pazienti affetti da gravi mutilazioni del naso legate a traumi e ad alcune patologie, in particolare la sifilide, perfezionò notevolmente una tecnica di ricostruzione mediante l'utilizzo della pelle del braccio. Questa tecnica era conosciuta in Italia già dal 1400 e viene comunemente indicata con il nome di metodo italiano.
Il "metodo Tagliacozzi" descritto nel De curtorum chirurgia per insitionem – Venezia, 1597 fu accolto molto favorevolmente all'inizio, ma poi venne quasi dimenticato per i due secoli successivi e fu riscoperto solo nel 1800.